# Alessandro Amerio
Alessandro Amerio (Nizza Monferrato, 24 luglio 1876 – Milano, 1º aprile 1965) è stato un fisico italiano.

## Biografia
Si laureò in fisica nel 1897 all'Università di Torino con Andrea Naccari, di cui fu assistente alla cattedra di fisica sperimentale per un solo anno, mentre, dal 1898 al 1902, fu prima assistente, poi aiuto, alla stessa cattedra tenuta da Antonio Roiti all'Istituto di Studi Superiori di Firenze.
Dopodiché passò all'insegnamento della fisica nelle scuole superiori, iniziando al R. Istituto Tecnico di Messina nel 1906, non rinunciando comunque alla ricerca, progettando un metodo per la determinazione della temperatura della fotosfera solare che però non poté aver seguito a causa del terremoto del 1908. A Messina aveva infatti previsto, a tale scopo, l'installazione di una rete per il rilevamento della radiazione solare, una delle prime in Italia e in Europa. Al contempo, tenne pure incarichi di insegnamento all'Università di Messina.
Trasferitosi a Padova, oltre ad insegnare negli Istituti tecnici, gli venne affidato anche l'incarico di insegnamento di misure elettriche nella Scuola di applicazione per gli ingegneri della locale università, incarico che tenne fin quando, nel 1920, vinse un concorso per una cattedra di fisica sperimentale all'Università di Messina, dove rimase fino al 1924, quando passò alla stessa cattedra dell'Università di Pavia. Nel 1928 si trasferì al Politecnico di Milano dove, tenendo gli insegnamenti di fisica sperimentale, concluse la carriera universitaria.
Fu socio corrispondente dell'Accademia dei Lincei (dal 1925), dell'Istituto lombardo di scienze e lettere, dell'Istituto veneto di scienze, lettere e arti, dell'Accademia delle Scienze di Torino (dal 1922) e dell'Accademia Peloritana dei Pericolanti di Messina. Fu anche membro del "Comitato per la geofisica, la meteorologia e la geodesia" del CNR.
Nel 1909, per incoraggiarlo dopo quanto successe a Messina, sia la Società italiana di fisica che l'Accademia dei Lincei, tramite la vincita di alcuni premi (la medaglia d'oro della Società italiana di fisica e il "premio Joule" della Royal Society di Londra, nel 1910 conferito – per incarico – dall'Accademia dei Lincei), gli permisero di proseguire nelle sue ricerche di termodinamica, realizzando quella stazione sperimentale di rilevamento che non aveva potuto compiere a Messina, installandola ora in quattro punti distinti: a Roma, nel terrazzo dell'Istituto di Fisica di via Panisperna, nell'Osservatorio Regina Margherita di punta Gnifetti sul Monte Rosa, nell'Osservatorio presso col d'Olen e nell'Osservatorio di Alagna Valsesia, entrambi alle pendici della catena del Monte Rosa. I molti, notevoli risultati di questo enorme lavoro furono raccolti in una memoria dell'Accademia dei Lincei, intitolata "Ricerche sullo spettro e sulla temperatura della fotosfera solare", pubblicata nell'anno 1914.
Oltre a questi studi e ricerche di astrofisica e fisica solare, Ameriò si interessò pure alla fisica atomica, al magnetismo, alla fisica delle basse temperature, all'acustica, alla termomeccanica ed elettromeccanica dei mezzi continui.
Era il padre del matematico Luigi Amerio.

## Lavori principali
- "Sulla distribuzione delle righe di Fraunhofer nello spettro della corona solare", Il Nuovo Cimento, Serie V, Vol. XVI, Anno 1908.
- "Le determinazioni della temperatura del sole", Il Nuovo Cimento, Serie V, Vol. XVII, Anno 1909.
- "Sulla emissione della fotosfera solare", Rendiconti della R. Accademia dei Lincei, Serie V, Vol. XVIII, Anno 1909.
- "Una proposta riguardo alla misura della temperatura delle stelle", Il Nuovo Cimento, 1910.
- "Ricerche sullo spettro e sulla temperatura della fotosfera solare", Rendiconti della R. Accademia dei Lincei, 67 pp., 1914.
- "Determinazione indiretta della spettro solare", Rendiconti della R. Accademia dei Licei, 1915.
- "Pireliometro integrale", Rendiconti della R. Accademia dei Lincei, 1918.
- "L'influenza delle basse temperature su alcune cellule fotoelettriche", Rendiconti del R. Istituto Lombardo di Scienze e Lettere, 1935.
- "Dilatometro per alte temperature", Rendiconti del R. Istituto Lombardo di Scienze e Lettere, 73 (2) (1939-1940).
- "L'espansione dell'Universo e la pressione della luce", Rendiconti della R. Accademia dei Licei, 1950.
- "Azioni di fotoni su elettroni liberi", Rendiconti dell'Accademia Nazionale dei Lincei, 1954.

## Alcune opere
- Lezioni sulla fisica delle vibrazioni, dettate nella R. Università di Messina, Tipografia G. Castiglia, Palermo, 1906.
- Fisica per radiotecnici, Pubblicazioni dell'Istituto Radiotecnico "A. Beltrami", Milano, 1919.
- Lezioni di complementi di elettrotecnica e misure elettriche, Tip. La Litotipo, Padova, 1920.
- Elementi di fisica, ad uso dei licei classici e scientifici, 2 Voll., Casa Editrice G. Principato, Messina, 1925-27 (con successive edizioni).
- Elementi di scienze naturali (con G. Mazzarelli), 2 Voll., Casa Editrice G. Principato, Messina, 1928 (con successive edizioni).
- Elettrologia, Tipografia Bruni-Marelli, Pavia, 1932.
- Fisica sperimentale, 2 Voll., Casa Editrice G. Principato, Messina, 1932-36 (con successive edizioni e ristampe).
- Esercitazioni di fisica (con M. Nozari), C. Tamburini, Milano, 1945.
- Lezioni di fisica nucleare, Parte I, Pubblicazioni dell'Istituto Radiotecnico "A. Beltrami", Milano, 1950.